# Darcel Yandzi
Darcel Yandzi (ur. 11 czerwca 1973) – francuski judoka. Olimpijczyk z Atlanty 1996, gdzie zajął dziewiąte miejsce w wadze średniej.
Brązowy medalista mistrzostw świata w 1993. Startował w Pucharze Świata w latach 1992, 1993, 1995-2001. Mistrz Europy w 1993; siódmy w 2001 i dwukrotny medalista w zawodach drużynowych. Trzeci na igrzyskach frankofońskich w 1994 roku.

## Letnie Igrzyska Olimpijskie 1996
| Konkurencja | Eliminacje         | Eliminacje              | Eliminacje              | Repasaże                 | Klas. końcowa |
| Konkurencja | Przeciwnik I       | Przeciwnik II           | 1/4                     | Przeciwnik I             | Miejsce       |
| ----------- | ------------------ | ----------------------- | ----------------------- | ------------------------ | ------------- |
| 86 kg       | Ryan Birch (GBR) Z | David Wilkinson (AUS) Z | Adrian Croitoru (ROU) P | Hidehiko Yoshida (JPN) P | 9.            |